# Nonan
Nonan, C
9H
20 – organiczny związek chemiczny z szeregu homologicznego alkanów. Jest bezbarwną cieczą o charakterystycznym zapachu, praktycznie nierozpuszczalną w wodzie, o gęstości 0,72 g/cm³.

## Izomery
Istnieje 35 izomerów strukturalnych o wzorze C
9H
20, nazywanych tradycyjnie nonanami. Zgodnie z nomenklaturą IUPAC nazwę nonan ma jedynie izomer liniowy zwany zwyczajowo n-nonanem, natomiast pozostałe izomery rozgałęzione są alkilowymi pochodnymi niższych alkanów.
Lista izomerów nonanu (nie uwzględniając enancjomerów):
- nonan (n-nonan)

Pochodne oktanu
- 2-metylooktan
- 3-metylooktan
- 4-metylooktan

Pochodne heptanu
- 3-etyloheptan
- 4-etyloheptan
- 2,2-dimetyloheptan
- 2,3-dimetyloheptan
- 2,4-dimetyloheptan
- 2,5-dimetyloheptan
- 2,6-dimetyloheptan
- 3,3-dimetyloheptan
- 3,4-dimetyloheptan
- 3,5-dimetyloheptan
- 4,4-dimetyloheptan

Pochodne heksanu
- 2-metylo-3-etyloheksan
- 2-metylo-4-etyloheksan
- 3-metylo-3-etyloheksan
- 3-metylo-4-etyloheksan
- 2,2,3-trimetyloheksan
- 2,2,4-trimetyloheksan
- 2,2,5-trimetyloheksan
- 2,3,3-trimetyloheksan
- 2,3,4-trimetyloheksan
- 2,3,5-trimetyloheksan
- 2,4,4-trimetyloheksan
- 3,3,4-trimetyloheksan

Pochodne pentanu
- 3,3-dietylopentan
- 2,2-dimetylo-3-etylopentan
- 2,3-dimetylo-3-etylopentan
- 2,4-dimetylo-3-etylopentan
- 2,2,3,3-tetrametylopentan
- 2,2,3,4-tetrametylopentan
- 2,2,4,4-tetrametylopentan
- 2,3,3,4-tetrametylopentan